# Capnia mariposa
Capnia mariposa is een steenvlieg uit de familie Capniidae. De wetenschappelijke naam van de soort is voor het eerst geldig gepubliceerd in 1987 door Nelson & Baumann.